# Calocedrus macrolepis
El Calocedrus macrolepis es un árbol conífero nativo del sudoeste de China (Guangdong al oeste de Yunnan), el norte de Vietnam, norte de Laos, extremo norte de Tailandia y noreste de Birmania.

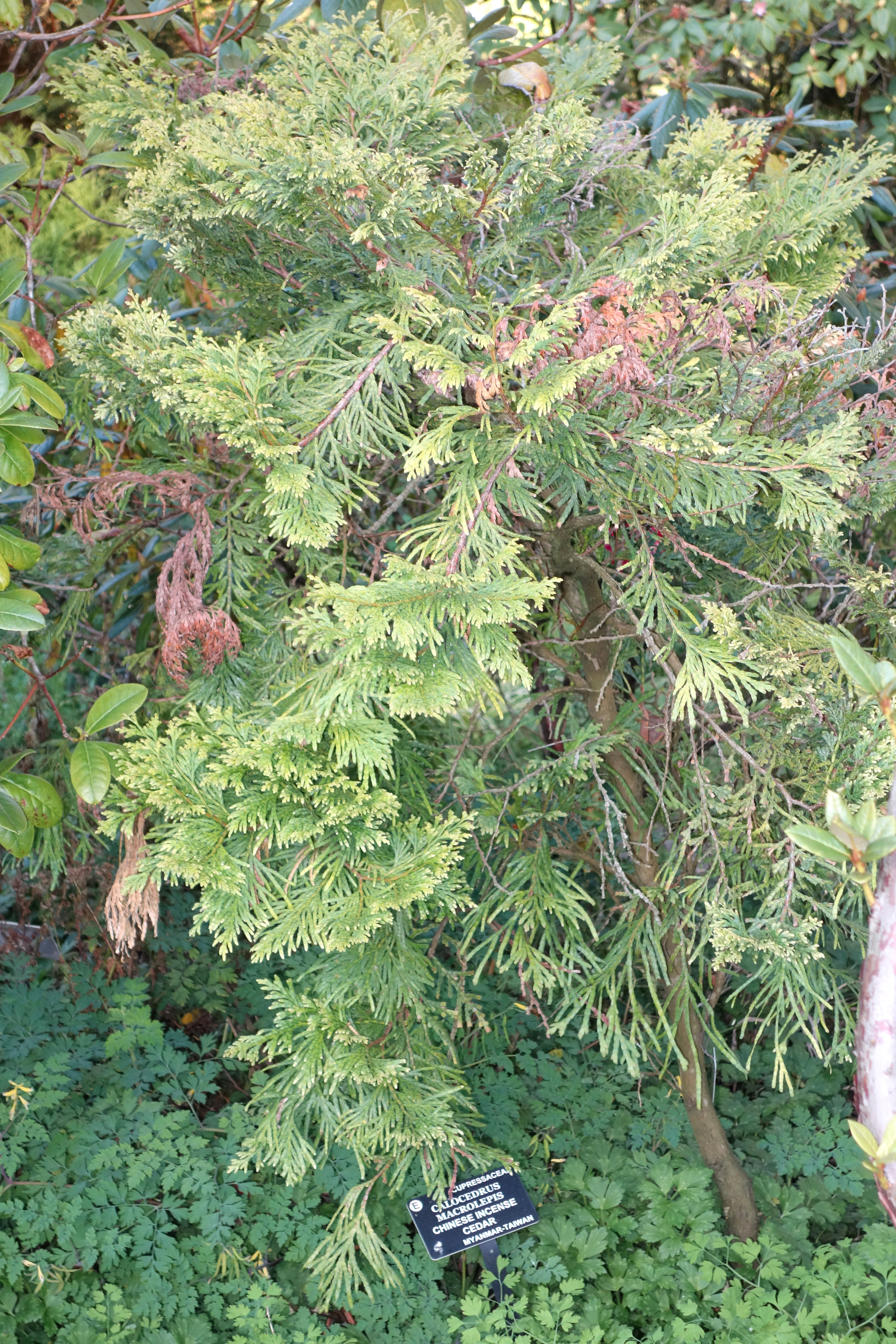
Vista de la planta

## Descripción
Es un árbol de tamaño mediano de 25 a 35 m de altura, con un tronco de 2 m de diámetro. La corteza es de color naranja-marrón con desgastes grisáceos, suave al principio, llegando a ser fisurada y exfoliante en tiras largas en la parte inferior del tronco de los árboles viejos. El follaje se produce en proyecciones de formas aplanadas con la escala de las hojas de 1.5 a 8 mm de largo; que están dispuestos en pares opuestos que se entrecruzan, con los sucesivos pares estrechamente distantes en el espacio, para la formación de aparentes verticilos de cuatro; las caras pares son planas, con las pares laterales dobladas sobre sus bases. La parte superior de las proyecciones de follaje es verde brillante, sin estomas, la parte inferior es de color blanco con densos estomas.

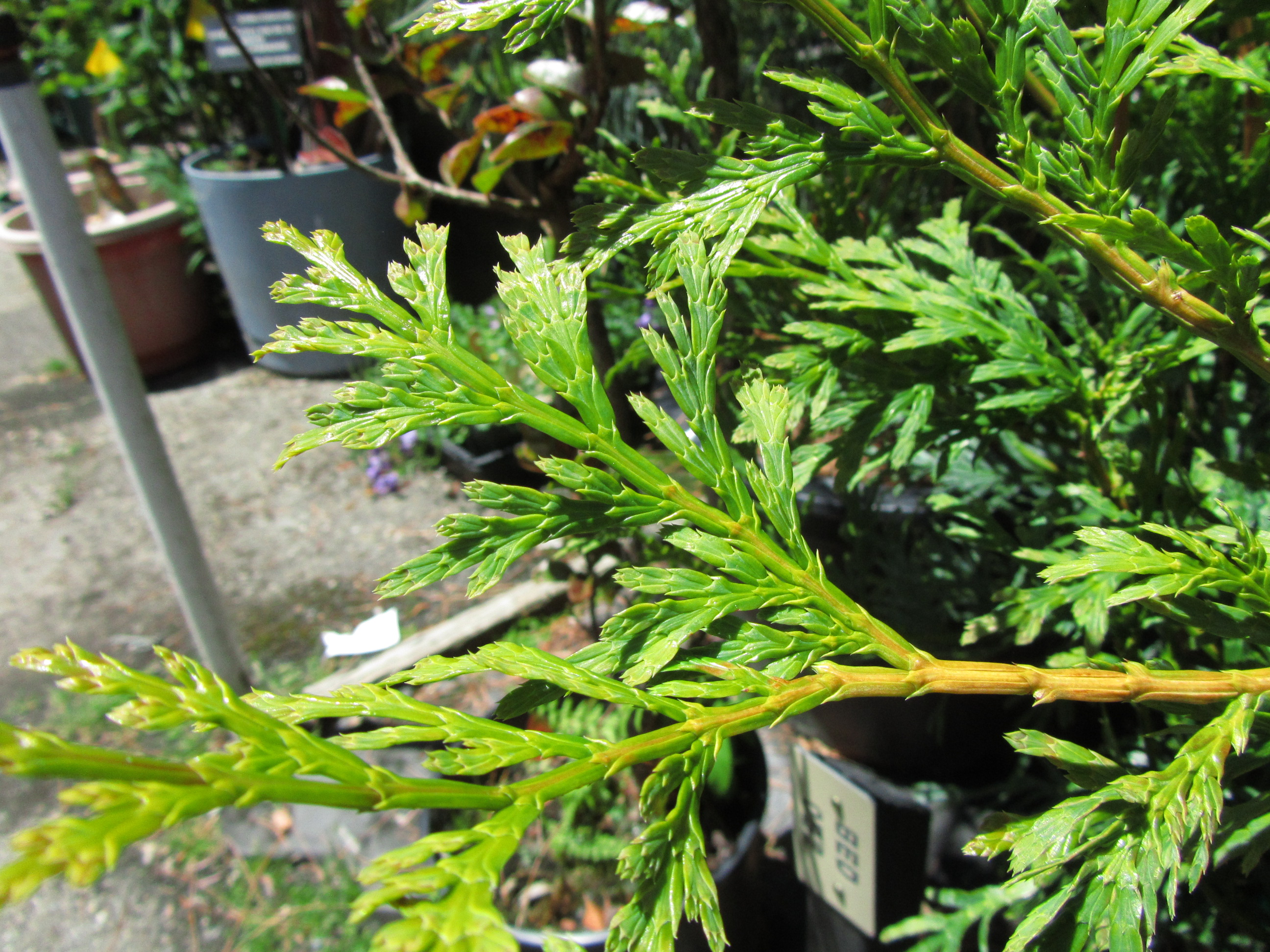
Follaje del Calocedrus macrolepis

Las semillas de los conos son de 10 a 20 mm de largo, color púrpura pálido con una capa de cera blanquecina, con cuatro (raramente seis) escamas dispuestas en pares opuestos que se entrecruzan, el par externo de las escalas de cada uno lleva dos semillas aladas, el par interno por lo general es estéril, los conos son transmitidos por un pedúnculo de 1 a 2 cm de largo cubierto de hojas en escalas muy pequeñas (1 mm). Los conos se tornan marrón cuando maduran aproximadamente 8 meses después de la polinización. Los conos de polen son de 4 a 8 mm de largo.

## Taxonomía
Está estrechamente relacionado con el Calocedrus formosana, con este último a menudo se lo trata como una variedad del C. macrolepis. Se diferencian claramente en el tronco de cono más corto, a sólo 5 mm de largo, del C. formosana.

## Cultivo, usos y ecología
La especie está bastante extendida y es frecuente en la naturaleza, aunque amenazada por la sobreexplotación debido a su madera valiosa, también es ampliamente plantada dentro de su ámbito natural para la producción de madera. Está clasificada por la UICN como una especie Vulnerable.

## Taxonomía
Calocedrus macrolepis fue descrita por Wilhelm Sulpiz Kurz y publicado en Journal of Botany, British and Foreign 11(127): 196, pl. 133, f. 3. 1873.
Etimología
Calocedrus: nombre genérico que procede del griego: καλλος, "callos", hermoso y de χέδρος, "cedros", el cedro, significando entonces "cedro hermoso". 
macrolepis: epíteto Latín que significa "con grandes escama".
Nota: A pesar de su nombre, el árbol tiene solo un lejano parentesco con el género Cedrus, pues es un miembro de la familia Cupressaceae y los cedros pertenecen a la de las Pinaceae. Lo único que tienen en común es pertenecer al orden botánico Pinales.
Sinonimia
- Calocedrus macrolepis var. macrolepis
- Heyderia macrolepis (Kurz) H.L.Li
- Libocedrus macrolepis (Kurz) Benth. & Hook.f.
- Thuja macrolepis (Kurz) Voss[6]